# 托德鎮區 (明尼蘇達州哈伯德縣)
托德鎮區（英語：Todd Township）是位於美國明尼蘇達州哈伯德縣的一個行政鎮區。

## 地方資料
托德鎮區的面積為75.87平方千米，當中陸地面積為67.01平方千米，而水域面積為8.86平方千米。根據2020年美國人口普查的數據，當地共有人口1464人，而人口密度為每平方千米19.3人。